# Distrito electoral de Spring Creek (condado de Johnson, Nebraska)
Spring Creek (en inglés: Spring Creek Precinct) es un distrito electoral ubicado en el condado de Johnson en el estado estadounidense de Nebraska. 

## Geografía
Spring Creek se encuentra ubicado en las coordenadas 40°28′26″N 96°9′8″O / 40.47389, -96.15222. Según la Oficina del Censo de los Estados Unidos, Spring Creek tiene una superficie total de 139 km², de la cual 138.54 km² corresponden a tierra firme y (0.33%) 0.46 km² es agua.

## Demografía
Según el censo de 2010,había 542 personas residiendo en Spring Creek. La densidad de población era de 3,9 hab./km². De los 542 habitantes, Spring Creek estaba compuesto por el 96.49% blancos, el 0% eran afroamericanos, el 0% eran amerindios, el 1.11% eran asiáticos, el 0% eran isleños del Pacífico, el 1.48% eran de otras razas y el 0.92% pertenecían a dos o más razas. Del total de la población el 2.21% eran hispanos o latinos de cualquier raza.
Para el año 2020, la población censada fue 508 habitantes. De estos, 481 eran blancos, 4 asiáticos, 18 hispanos o latinos, 3 de otra raza y 20 de dos o más razas.